# Fahnenwort
Als Fahnenwort bezeichnet man in der Sprachwissenschaft – besonders in der Sprache-und-Politik-Forschung – einen sprachlichen Ausdruck mit hoher Symbolkraft, unter welchem sich Menschen im politischen Kampf oder Wettbewerb sammeln und der somit für eine soziale oder politische Gruppierung identitätsstiftend wirkt. Fahnenwörter gehören zu den politischen Schlagwörtern.

## Merkmale von Fahnenwörtern
Fahnenwörter gehören (nach einer Klassifizierung von Walther Dieckmann) innerhalb des politischen Wortschatzes zum so genannten Ideologievokabular, welches aus pragmatischer Sicht aus Fahnenwörtern und deren Gegenteil, den Stigmawörtern besteht. Fahnenwörter dienen dazu, Gestaltungsspielräume der Sprache zu nutzen. Mit ihnen kann man in der Auseinandersetzung buchstäblich für die eigene Seite Flagge zeigen und eine Metaphorik bewirken, an der sich die „Geister scheiden“.
Fahnenwörter sind (nach Josef Klein) wichtige Elemente des Grundwortschatzes in einer Demokratie. Allen Fahnenwörtern ist gemein, dass sie neben einer ausgesprochen positiven Grundcharakterisierung eine so genannte deontische Bedeutung aufweisen, dass sie also mehr oder weniger voraussetzungslos positiv konnotiert sind, einen hohen ideologischen Wert zum Ausdruck bringen und die angesprochenen Personen zu einer bestimmten Handlung, in diesem Fall zur Befürwortung der mit den Wörtern ausgedrückten Inhalte und zu deren Umsetzung, auffordern. 
Da man mit Fahnenwörtern auf Inhalte des eigenen ideologischen Systems und mit den semantisch gegenteiligen Stigmawörtern auf Objekte des anderen, des „fremden“ ideologischen Systems Bezug nimmt, spricht man (nach Heiko Girnth) auch von „Eigengruppen- und Fremdgruppenreferenz“ solcher Ausdrücke.

### Ideologische Polysemie
Fahnenwörter haben einen großen semantischem Spielraum und können, nicht zuletzt aufgrund ihrer mehr oder weniger bedingungslosen Akzeptanz, beinahe beliebig eingesetzt werden. Oft anzutreffende Fahnenwörter sind (in dem westlichen demokratischen Verständnis) beispielsweise:
- Demokratie
- Freiheit
- Gleichheit vor dem Gesetz
- Solidarität
- Würde des Menschen

Es handelt sich bei all diesen Wörtern und Wendungen um sehr allgemeine Ausdrücke, die keine klaren und eindeutigen Bedeutungen aufweisen und daher unterschiedlich, mitunter sogar gegensätzlich definiert werden können. Was man im konkreten Einzelfall unter „Demokratie“ oder unter „Freiheit“ usw. versteht, ist abhängig von den jeweiligen politischen Ausrichtungen einzelner Parteien oder vom entsprechenden politischen System. Ein Satz wie „Freiheit ist ein hohes Gut“ ist so allgemein, dass wohl kaum eine politische Gruppierung dieser Aussage nicht zustimmen würde und sie nicht selbst für ihre eigene Position in Anspruch nehmen könnte.
Diese allgemeinen Ausdrücke können demgemäß je nach den politischen Rahmenbedingungen entsprechend definiert werden oder bleiben in der politischen Rhetorik bewusst unerläutert, sodass mit deren Verwendung bei den Adressaten allein die positive Konnotation und der den Wörtern innewohnende zustimmende Charakter zur Wirkung kommt. So ist es auch zu erklären, dass zur Zeit der Teilung Deutschlands sowohl Westdeutschland als auch dessen ideologischer Widerpart, die DDR, als „Demokratie“ gelten und Zustimmung finden konnten. Fahnenwörter sind somit grundsätzlich unterschiedlichen Weltanschauungen dienlich, sie weisen daher eine so genannte „ideologische Polysemie“ auf.
Ein bestimmter Ausdruck kann auch von der einen Seite als Fahnenwort und von der anderen Seite als Stigmawort, also als abwertender Ausdruck für die gegnerische Position, eingesetzt werden. Solches liegt etwa vor in den Wörtern 
- Pazifismus (z. B. für Anhänger der Friedensbewegung ein Fahnenwort zur Kennzeichnung der eigenen Einstellung, für Militärbefürworter hingegen ein Stigmawort zur Diskreditierung dieser Haltung und deren Vertreter) und
- konservativ (positiv verstanden als „bewährt, (wert)beständig, traditionsreich, gediegen, seriös“, negativ interpretiert als „altmodisch, überholt, dem Neuen nicht aufgeschlossen, engstirnig“).

### Unterschiedlicher Bedeutungsumfang
Fahnenwörter können einen höchst unterschiedlichen Bedeutungsumfang aufweisen. Ausdrücke wie „Freiheit“ oder „Gleichheit“ weisen einen maximal großen Bedeutungsumfang auf, sodass alles Erdenkliche darunter verstanden werden kann. Gleichzeitig haben solche Wörter einen äußerst geringen Bedeutungsinhalt und sie können unter bestimmten Bedingungen als nichtssagende Worthülsen eingesetzt werden. 
Eine Reihe von Fahnenwörtern ist jedoch konkreter und bezieht sich auf bestimmte Sachverhalte, die als typisch für eine Demokratie gelten, so beispielsweise
- Mitbestimmung
- Postgeheimnis
- Pressefreiheit

Alle bisherigen Beispiele nehmen auf grundsätzliche weltanschauliche Dinge Bezug. Neben diesen Grundwerte ausdrückenden Wörtern – also Fahnenwörtern im engeren Sinne – können auch solche Termini zu Fahnenwörtern werden oder als solche bewusst eingesetzt werden, die sich auf konkrete, im politischen Alltag umkämpfte Dinge oder Sachverhalte beziehen. Dies liegt etwa in Österreich in dem Ausdruck 
- Studiengebühren

vor, die seit dem Jahr 2000 ein ständiger politischer Zankapfel zwischen den Gegnern SPÖ und ÖVP sind. In diesem Fall verweist die mit dem Wort bezeichnete Sache auf die dahinterliegenden Anschauungen (freier vs. kontrollierter Studienzugang), die selber wieder Teil der jeweiligen Parteiideologie sind. Weitere Beispiele dieser Art sind etwa
- Chancengleichheit und
- Soziale Marktwirtschaft.

Auch ist es möglich, Ausdrücke bewusst zu gestalten und in der politischen Auseinandersetzung wie ein Fahnenwort zu gebrauchen. Einen solchen Fall stellt beispielsweise der ebenfalls in Österreich im Jahr 2000 und kurz danach kolportierte Ausdruck 
- Nulldefizit

dar. Es handelte sich dabei um ein nach der bisherigen jahrzehntelangen SPÖ-Regierung von der neuen ÖVP-Regierung als äußerst dringlich erachtetes politisches Ziel: die Minimierung der Staatsverschuldung. Als handfester Beleg für eine entsprechende Politik sollte dabei das unbedingte Erreichen des Nulldefizits sein, also eine ausgewogene Einnahmen-Ausgabenrechnung des Staates. „Nulldefizit“ stand somit quasi als positiv identifizierende Flagge für die nun neu betriebene Budgetpolitik, die auch ungewöhnliche Maßnahmen umfasste. Nachdem sich nach gewisser Zeit herausgestellt hatte, dass dieses schuldenfreie Wirtschaften auf längere Zeit nicht gelingt, wurde zuerst der Ausdruck „Nulldefizit“ umdefiniert, um den aktuellen Gegebenheiten zu entsprechen, und später als Fahnenwort überhaupt wieder rechtzeitig „eingezogen“ und aus der politischen Rhetorik verbannt, um so Angriffen des Gegners vorzubeugen.

## Abgrenzungen
Der Begriff „Fahnenwort“ ist aus linguistisch-pragmatischer Sicht zwar in seinen Eigenschaften beschrieben, weist aber unscharfe Bedeutungsgrenzen mit anderen Worttypen auf, die zudem nicht zwangsläufig im politischen Kontext gebraucht werden müssen: 
- Leitwort:
So kann ein Fahnenwort gleichzeitig ein Leitwort sein. Solche Ausdrücke sind zwar „leitend“ für eine bestimmte Anschauung, aber oftmals gleichzeitig Ausdruck eines bestimmten Zeitgeistes, oder sie sind nur eine bestimmte Zeit lang von Bedeutung. Vielfach werden die Ausdrücke „Leitwort“ und „Fahnenwort“ aber synonym verwendet.
- Hochwertwort:
Hochwertwörter sind Bezeichnungen für Angelegenheiten, die gegebenenfalls auch politisch brisant sein können. Sie müssen sich nicht nur auf das politische und soziale Gebiet allein erstrecken, sondern können auch Bezeichnungen für ethisch-moralische Angelegenheiten oder kulturelle Dinge oder Sachverhalte umfassen wie z. B. „Ehre“, „Volk“, „Nation“ oder „Kreuz“ (im christlichen Sinn). Der Unterschied zwischen einem Fahnenwort und einem Hochwertwort ist so gesehen oftmals nur derjenige, dass der Ausdruck „Fahnenwort“ speziell die Funktion in der politischen Rhetorik kennzeichnet.

Nicht zu verwechseln sind Fahnenwörter mit 
- Euphemismen
die zwar ebenfalls eine positive Konnotation aufweisen, jedoch aus Tabugründen, aus Gründen der Tarnung oder zur bewussten Aufwertung von Sachen eingesetzt werden, die in der Regel als wertneutral gelten. Zudem werden Euphemismen anstelle anderer Ausdrücke verwendet, während Fahnenwörter keine Ersatzwörter sind und auch nicht selbst durch synonyme Ausdrücke ersetzt werden können.